# Đại Khâu (Mã Tổ)
Đảo Đại Khâu (tiếng Trung: 大坵島; bính âm: Dàqiū Dǎo; Wade–Giles: Ta4-chʻiu1 Tao3; Latin hóa tiếng Phúc Châu: Duâi-kiŭ-dō̤) là một đảo trên biển Hoa Đông, thuộc hương Bắc Can, huyện Liên Giang (quần đảo Mã Tổ), tỉnh Phúc Kiến, Trung Hoa Dân Quốc (Đài Loan). Trên đảo không có cư dân sinh sống, nhưng mở cửa cho công chúng. Đảo Tiểu Khâu nhỏ hơn (小坵島) và nằm ở phía đông bắc của đảo Đại Khâu.
Tháng 10 năm 2020, cầu nối đảo Bắc Can với đảo Đại Khâu được khởi công xây dựng .
Chính quyền huyện Liên Giang vận hành dịch vụ phà đến đảo trong mùa hè. Trong thời gian còn lại,  có thể thuê tàu đến đảo.
Đảo nổi tiếng với quần thể hươu sao Đài Loan. một loài xâm lấn độc hại là Solanum pseudocapsicum chiếm một phần diện tích trên đảo và là mối đe dọa đối với loài hươu.
Một trường học được xây dựng trên đảo vào năm 1965 nhưng hiện bị bỏ hoang.

## Nhân khẩu
Trong thế kỷ 20, từng có hàng trăm cư dân và binh sĩ trên đảo.
Tính đến  năm 1970, 280 người thuộc 45 hộ sống trên đảo. Đến ngày 7 tháng 4 năm 1990, hộ cuối cùng rời khỏi đảo, sau đó trên đảo chỉ còn binh sĩ. Năm 1996, lực lượng vũ trang cũng rời khỏi đảo Tính đến  năm 2021 có một người đang sinh sống trên đảo, tên là Hồ Tiến Giang (胡進江).  Ông đã chuyển hộ khẩu đến đây từ năm 2010 để khai thác dịch vụ du lịch trên đảo.
Hàng năm có khoảng 4 vạn du khách đến đảo.

## Hình ảnh

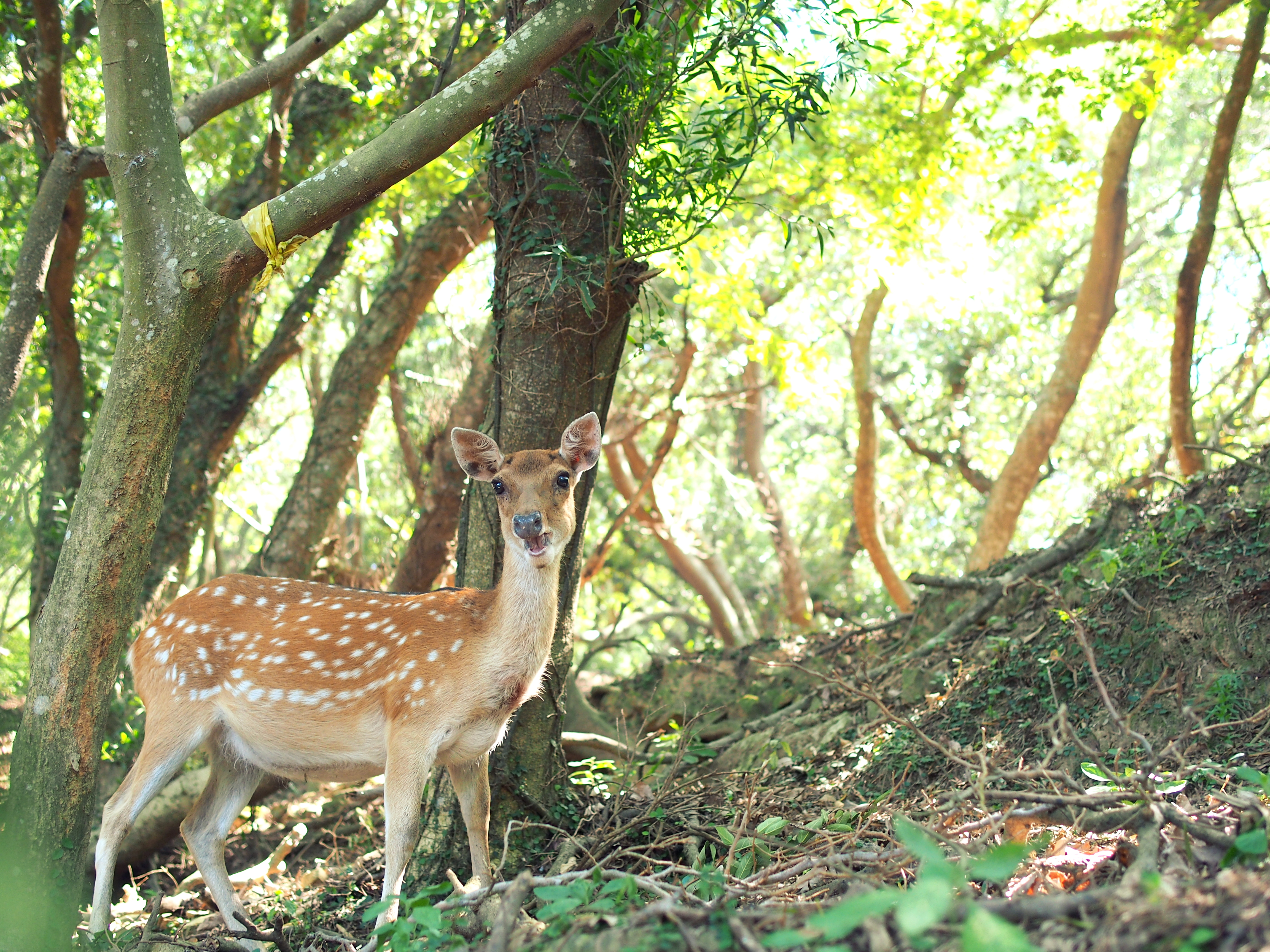
Hươu sao Đài Loan trên đảo
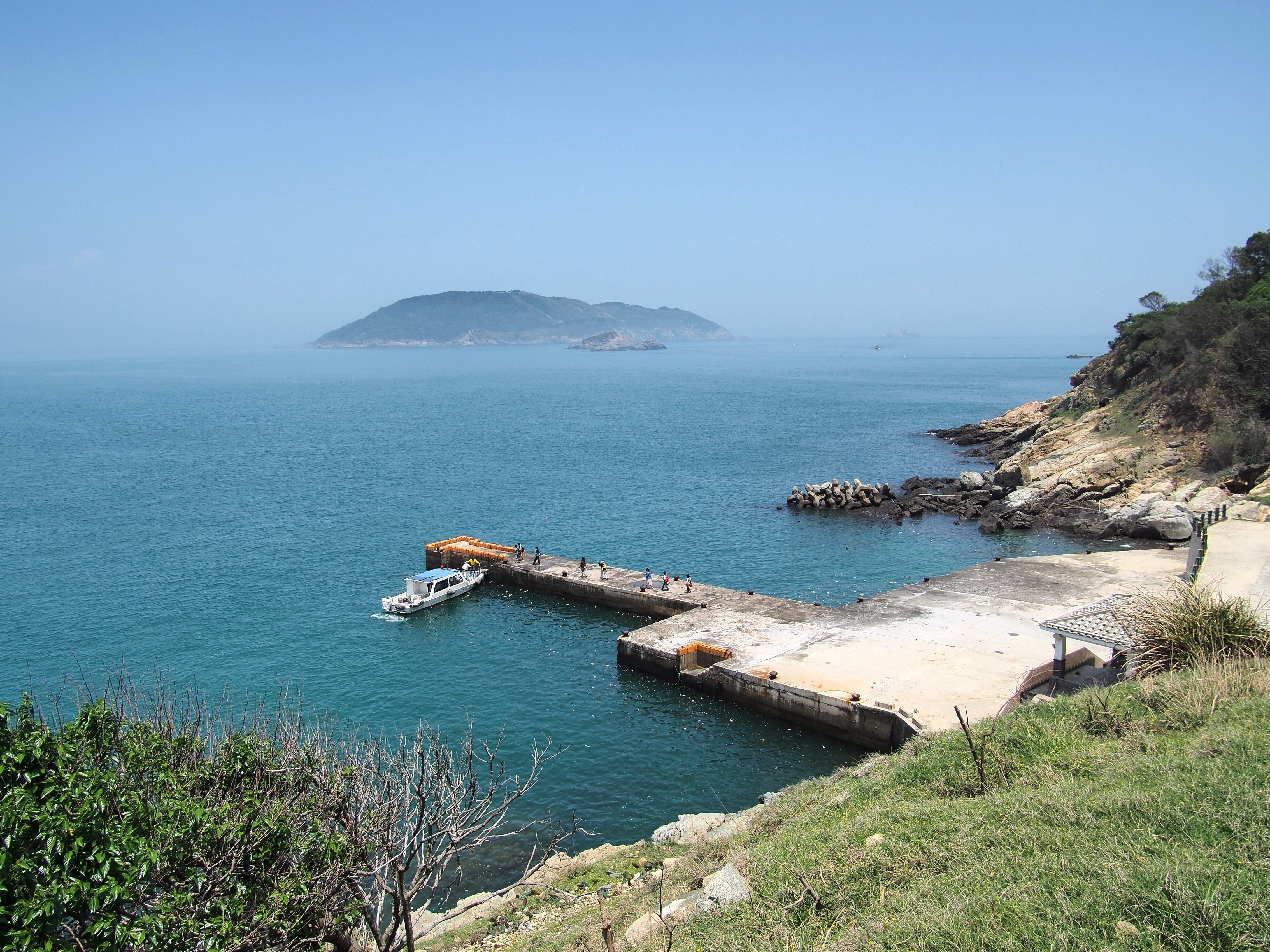
Bến tàu đảo Đại Khâu
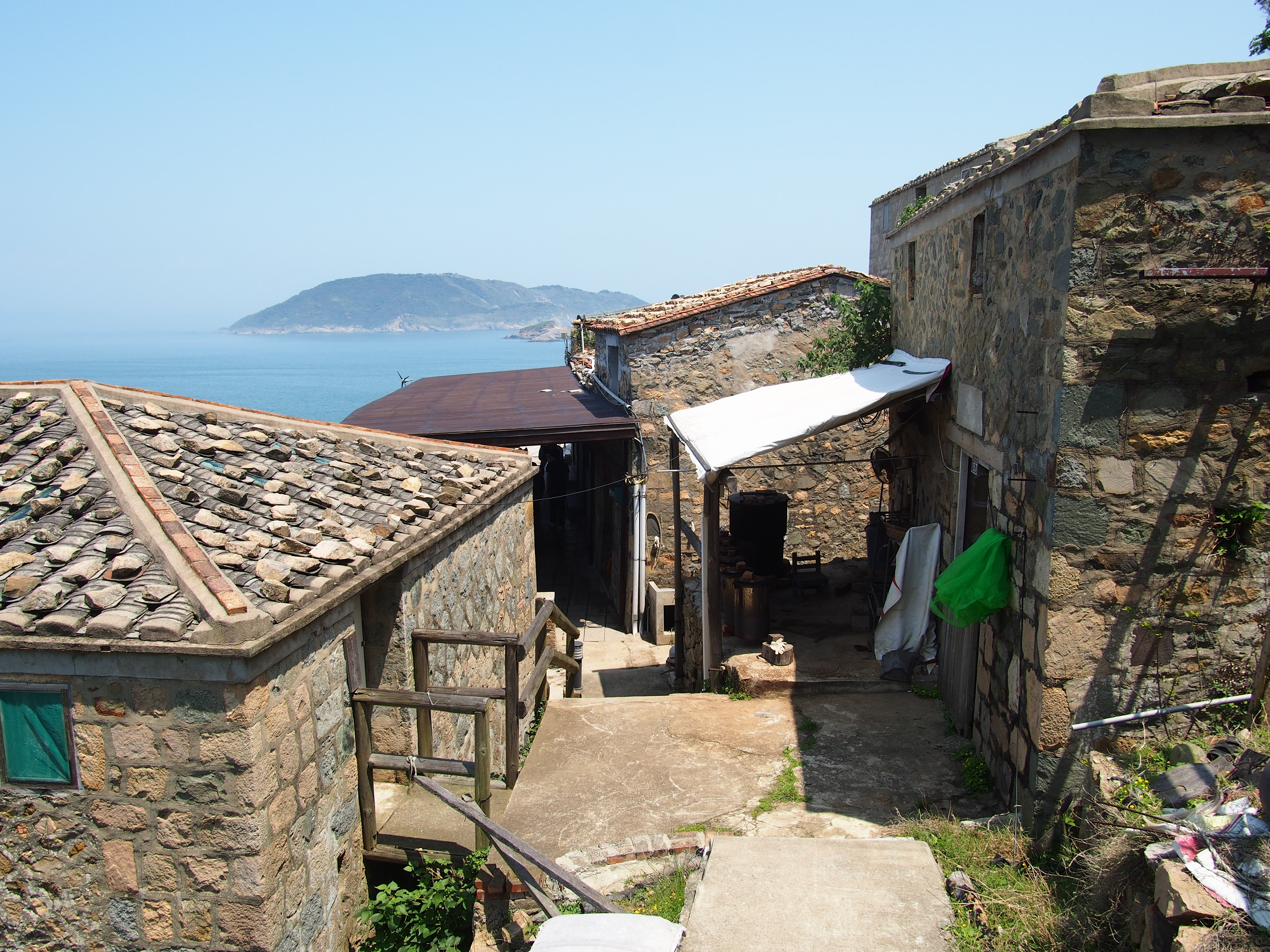
Nhà trong làng cũ
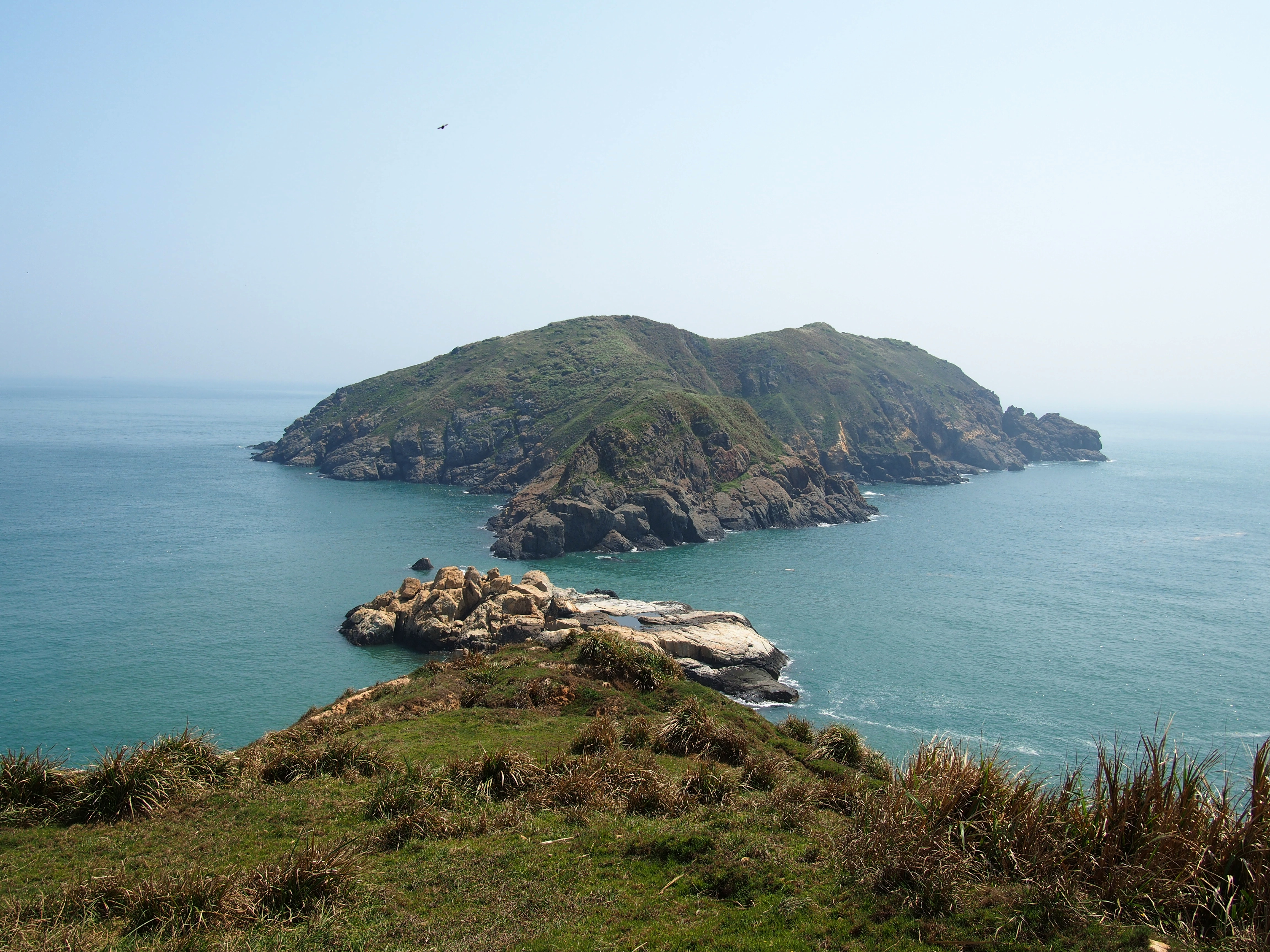
Quang cảnh đảo Tiểu Khâu lân cận
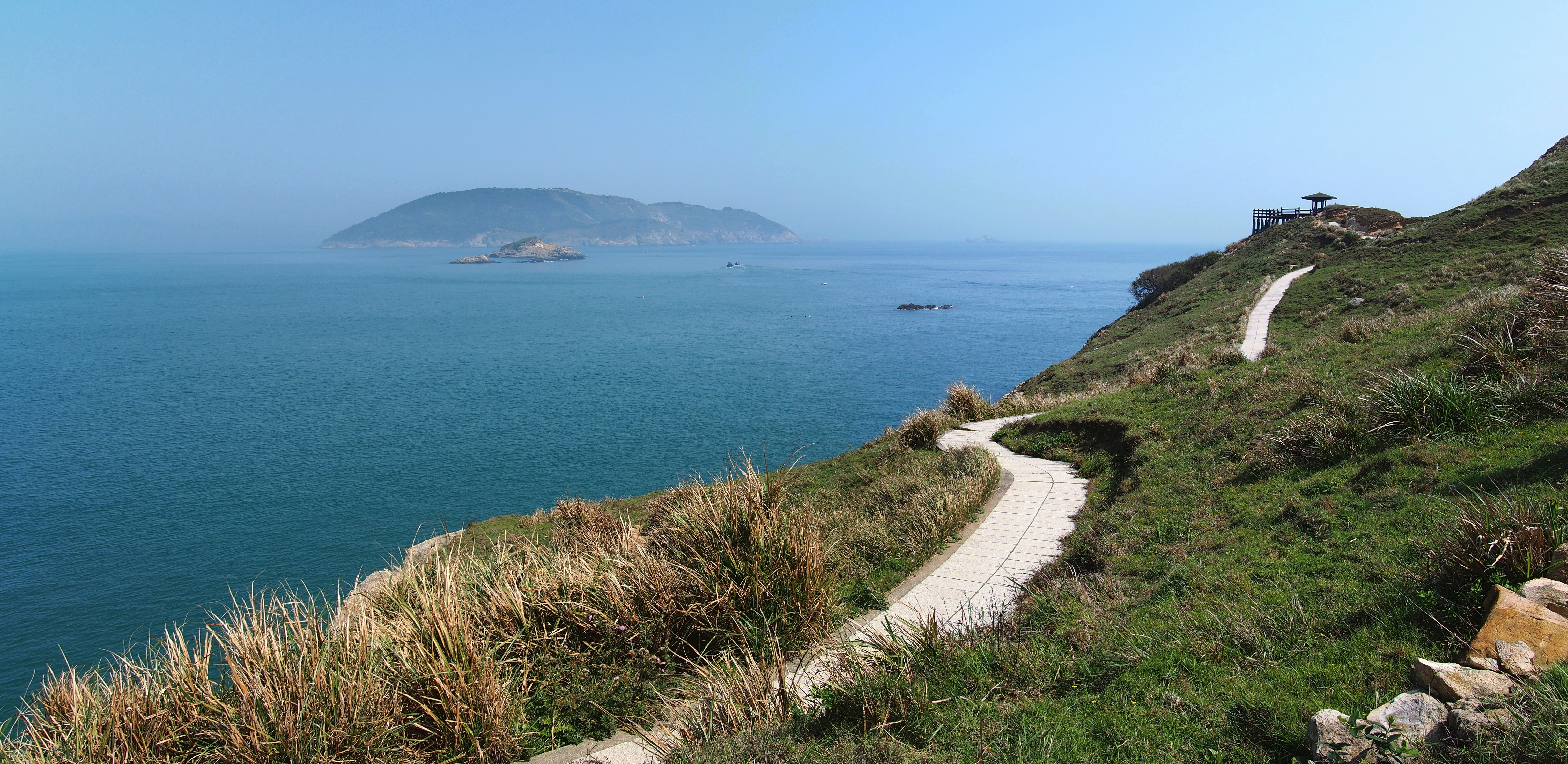
Đường tản bộ trên đảo Đại Khâu (phía xa là đảo Cao Đăng)
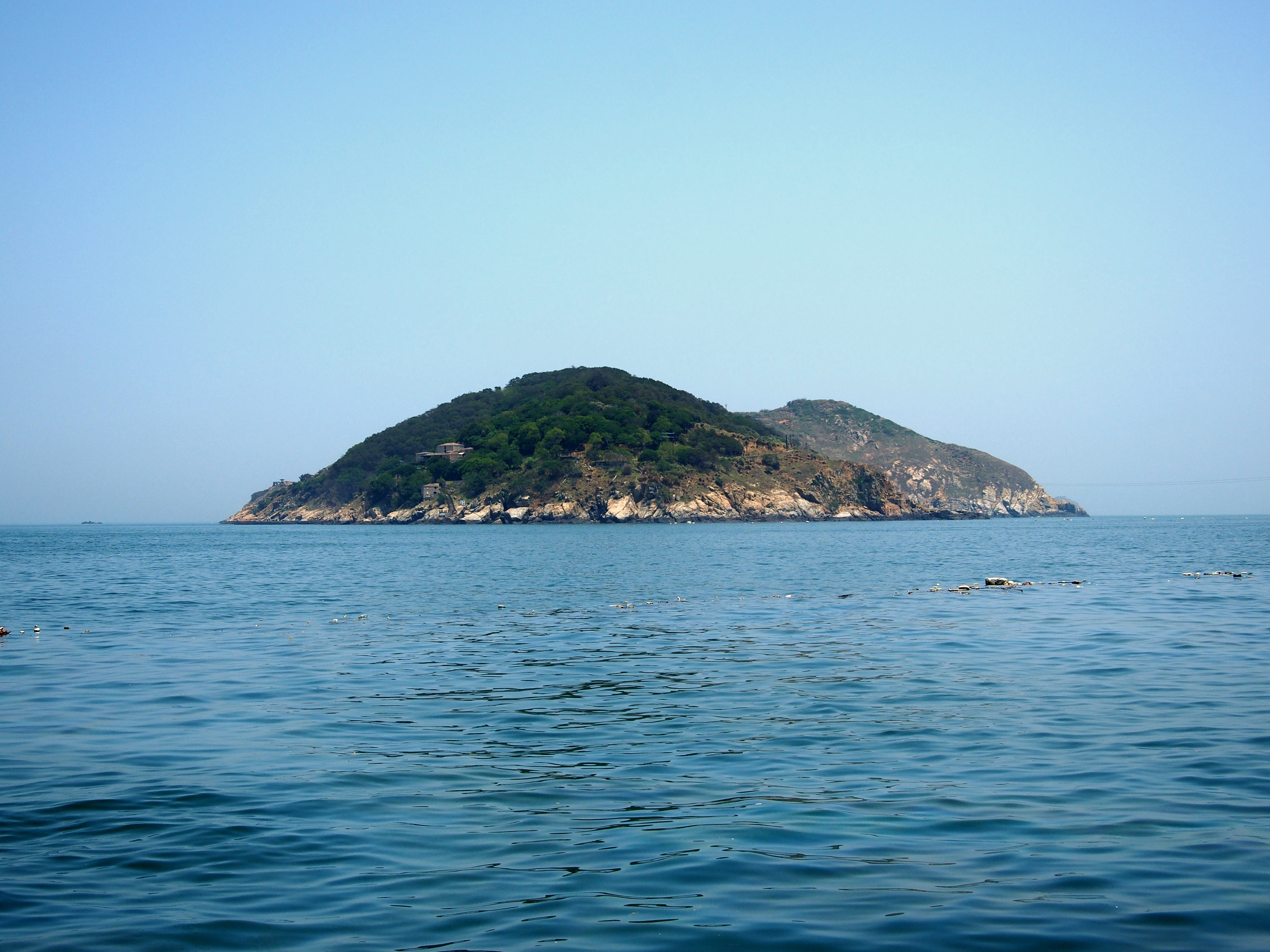
Đảo Đại Khâu